# 河南料理
河南料理（かなんりょうり）または豫菜（よさい、中国語：豫菜）とは、中国河南省の料理様式を指す。四方を内陸に囲まれているため、河南料理には江蘇省や北京の様式が混ざり合うなど、地域に特化した料理様式の影響が豊富に見られる。河南料理は、酸味、甘味、苦味、辛味、塩味のブレンドを含む味の多様性で知られる。鯉魚焙麺（糖醋鯉魚の揚げ麺添え）、煎扒青魚頭尾（アオウオの頭と尾のグリル）、汴京烤鴨（汴京ローストダック）、羊肉燴麺（羊肉の煮込み麺）、胡辣湯など、多種多様な河南料理がある。河南料理は、料理に非常に穏やかでバランスの取れた風味の組み合わせをもたらすことで知られ、中国で最も古く、最も伝統的な料理様式の一つである。

## 歴史

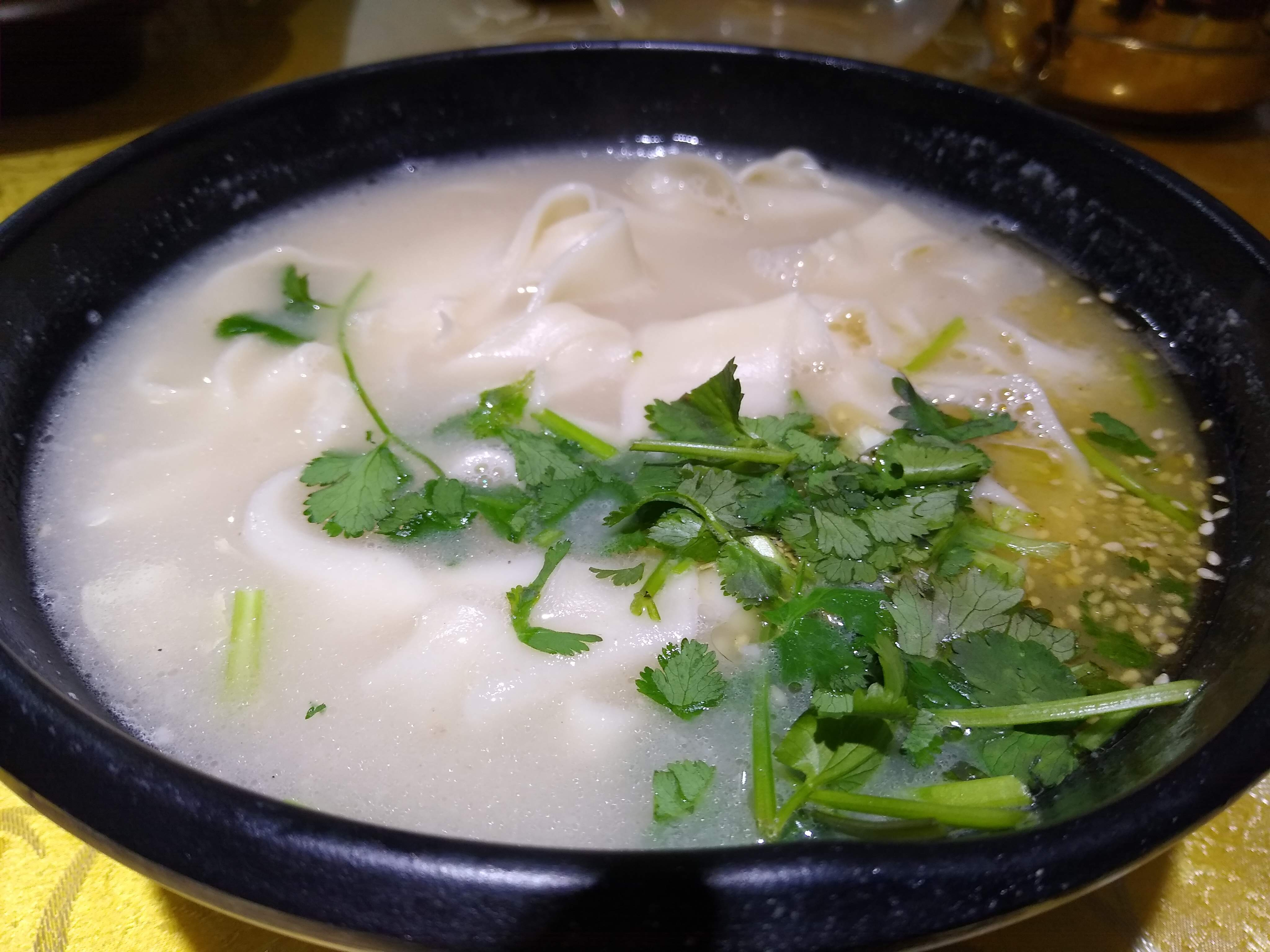
ホイ麺 (烩面)

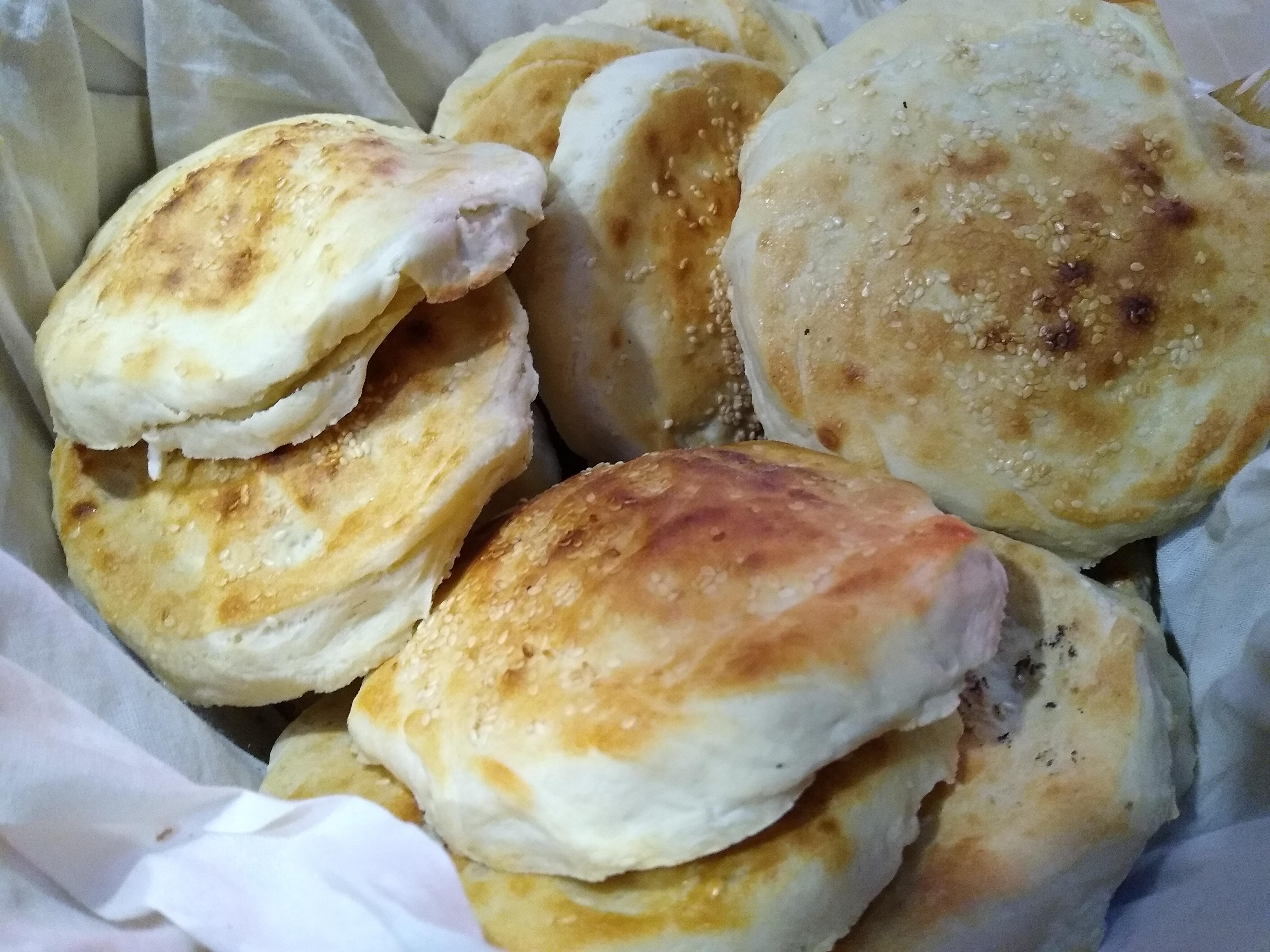
開封風焼餅

河南料理は、紀元前21世紀から17世紀の夏王朝後期にまで遡る。この期間、河南料理全体は、周辺地域から出現するさまざまな料理文化に対応するため、急速かつ堅牢な変化を遂げた。夏王朝末期には、河南料理に基づいた完全な宴会システムが存在した。紀元前17世紀に殷王朝が始まると、河南料理は、より調和のとれた要素をもたらすために、さまざまな風味を含む新しい調味料で再設計された。これが、その後のほとんどの中国料理の基礎を形成した。
その後、北宋時代（西暦960年頃 – 1127年）には、河南料理はその頂点に達した。河南省開封に都が置かれたことで、さまざまな新しい軽食が発明された。揚げ物技術の急速な成長と発展に伴い、揚げ物の隆盛もピークを迎えた。この頃、河南料理は社会階級や宗教的背景に基づいて5種類の料理に分けられ始めた。宮廷料理は、上流階級の地域、市場、寺院、庶民の家庭で見られるものとは異なっていた。
西暦1170年頃 – 1180年頃の南宋の滅亡により、河南料理の質と性質は低下した。河南料理が存続するためには帝国の支配が重要であり、王朝の力なしには河南料理の階層構造が崩壊し始めたことは明らかであった。その後、宮廷、上流階級の家庭、市場、寺院、家庭における元の河南料理の様式に基づき、現代の河南料理が混ざり合って発展した。その風味の性質と同様に、社会階級の調和も河南料理の多様化の特徴であることが示された。時が経つにつれて、特に北京や江蘇省との四方の周辺地域との接触により、これらの地域の様式が河南様式に流れ込んだ。

## 文化
中国料理は、そのルーツとなる場所の文化と密接に結びついている。河南もこのつながりを受け継いでおり、ほとんどの料理に中庸と調和の概念を取り入れている。河南が完全に内陸に囲まれた省であることを考えると、隣接地域の文化からの影響は、料理の様式や料理において顕著であるのと同様に、省の文化においても非常に顕著である。一つの一般的な特徴は、動物性脂肪の使用である。以前は、河南料理で食品を揚げるために動物性脂肪が頻繁に使用されていたが、隣接地域の影響と健康上の懸念の高まりの一部により、徐々に減少している。
河南は中国で最も古い省の一つであり、周辺地域の重要な食文化を融合させながら発展してきた。この省は、安陽、鄭州、洛陽、開封という国の4つの古都の中央に位置している。面積では最大の省の一つであり、中国料理の発祥の地とも考えられている。この料理は、豫菜や中原など、異なる王朝下で使用されてきたため、さまざまな名称で知られている。この料理は、周辺省からの調理様式と料理の順守および適応の協調性を示している。しかし、漢民族の間では、この省が過去に常に政治的および経済的中心地であったため、料理の歴史的発展をたどることはほとんど不可能であるため、料理の元の様式に関して意見の相違がある。豫菜という名称は、特定の料理を調理するために採用する様式を指す。調理方法はさまざまな技術に基づいており、料理が関連する省から取り入れられている。

## 特徴
風味の極端さにおいて江蘇料理と類似点を共有する以外に、河南料理には独自の特徴がある。タマネギは河南料理において重要な要素である。河南料理で使用される主要な肉は豚肉であるが、スープにはあまり使われない。スープの場合、主な選択肢は羊肉と子羊肉に限定される。中国北部他の地域と同様に、河南のほとんどの主食作物は小麦であり、焼餅のような小麦ベースの製品が一般的に消費される。
地理的な場所の食文化は、社会、政治、経済的要因によって頻繁に影響を受けることが判明しており、これら3つの部門すべてにおける発展が組み合わさって、料理が構築される基盤を形成する。料理とその形成に寄与するもう一つの重要な要素は、その地域で見られる食用作物と原材料である。場所の主食は、料理が修正され、構造化される基礎であることが判明している。
この料理の最も重要な特徴は、北京料理と江蘇料理から取り入れられた重複した調理法に起因するものであり、これにより非常に独特の食感が与えられ、季節の食材に依存する。しかし、河南料理が採用する様式は江蘇省のそれに似ており、ほとんどが軽い味である。肉に関して最も一般的に使用される食材は豚肉であり、ほとんどの料理で動物性脂肪とともに使用される。料理の組み合わせは、豫菜の調理法で実現され、煮込み、蒸し、揚げ、など、多くの方法があり、ほとんどの料理は一から作られた濃厚なソースとともに供された。

## 伝統的な河南料理
最も重要な料理の一つに、様々な方法で調理された豚肉とともに供される「五香焼餅」がある。伝統的な料理には、「胡辣湯（フーラータン）」や「洛陽水席」などのスープが含まれる。伝統的な開封の太師宝の場合、肉の使い方が混在しており、大きな鳥の中に別の鳥を詰めてから動物性脂肪で艶を出し、野菜とともに蒸して作られる。これはパンとともにメインコースとして供される。この料理はメインコースの付け合わせとして使用され、河南のすべての伝統的なレストランでよく見られる。河南省で供されるもう一つの料理は「洛陽水席」であり、これはボタンの花の形に卵スライスを彫刻するという複雑な調理技術を伴うスープで、省都鄭州で地元の人々に人気がある。
鯉魚焙麺は開封料理から取り入れられたもう一つのメイン料理であり、蒸した鯉を麺で覆って揚げたものに甘酸っぱいスープとともに供される。
一部の限られたレストランで提供される料理の一つに「叫化鶏」がある。これは鶏肉を泥で覆ってから焼いて調理される。焼いたものが開けられない場合、鶏肉は少なくとも2日間は保存できる傾向がある。汴京烤鴨（汴京ローストダック）と煎扒青魚頭尾は、甘酸っぱい味の料理である。

### 十大名菜

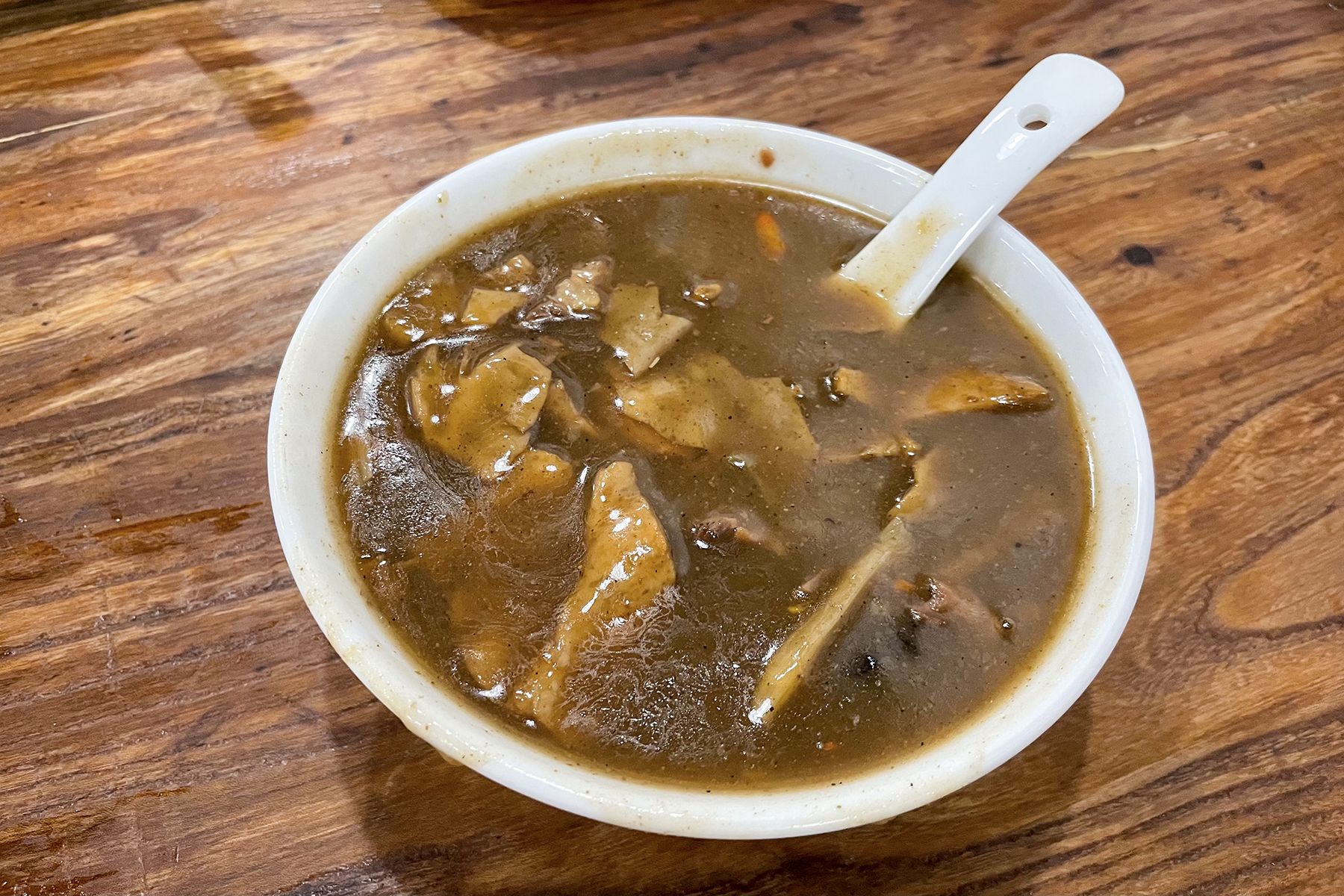
胡辣湯

- 黄河鯉魚焙麺
- 煎扒青魚頭尾

- 炸紫酥肉

- 扒広肚
- 牡丹燕菜
- 清湯鮑魚
- 芙蓉海参
- 葱扒羊肉
- 汴京烤鴨

- 炸八塊胡辣湯

### 十大風味名吃
- 鄭州羊肉烩面

- 高炉焼餅
- 羊肉装馍
- 胡辣湯
- 羊肉湯
- 牛肉湯
- 博望鍋盔
- 羊双腸
- 炒涼粉
- 油旋

### 十大麺点

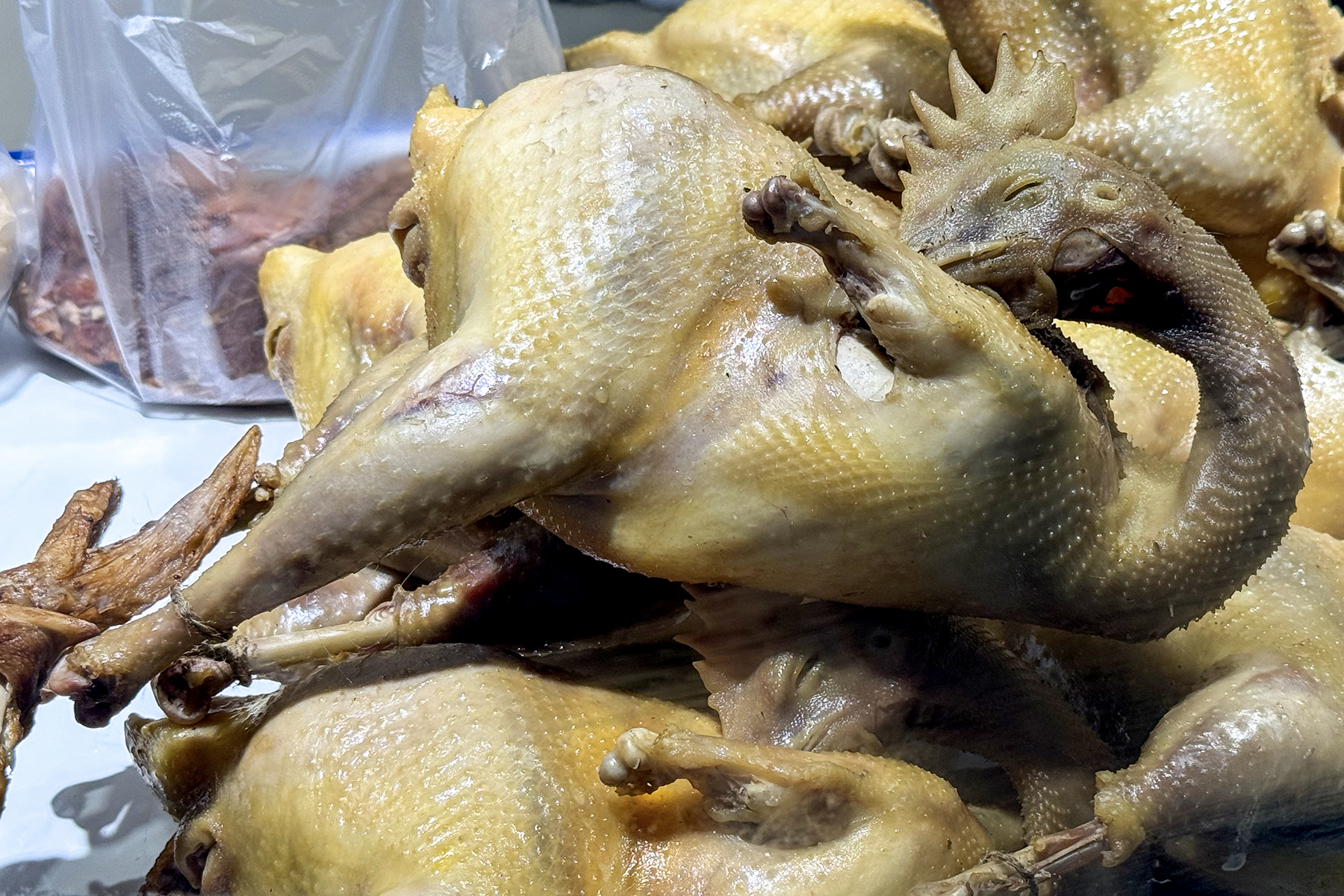
開封桶子鶏

- 双麻火焼
- 鶏蛋灌餅
- 蔡記蒸餃
- 開封灌湯包
- 韭頭菜盒
- 燙面餃
- 酸漿麺条
- 開花馍
- 水煎包
- 蘿蔔絲餅開封桶子鶏

### 五大名羹
- 酸辣烏魚蛋湯

- 肚絲湯
- 烩三袋
- 生汆丸子
- 酸辣木樨湯

### 五大滷味
- 馬豫興桶子鶏
- 道口焼鶏
- 五香牛肉
- 五香羊蹄
- 熏肚

### その他
- 干蒸滷麺
- 洛陽水席
- 套四宝
- 三鮮鉄鍋烤蛋
- 翡翠魚絲
- 果汁龍鱗蝦
- 鍋貼豆腐